# Ex-empregados da WWE

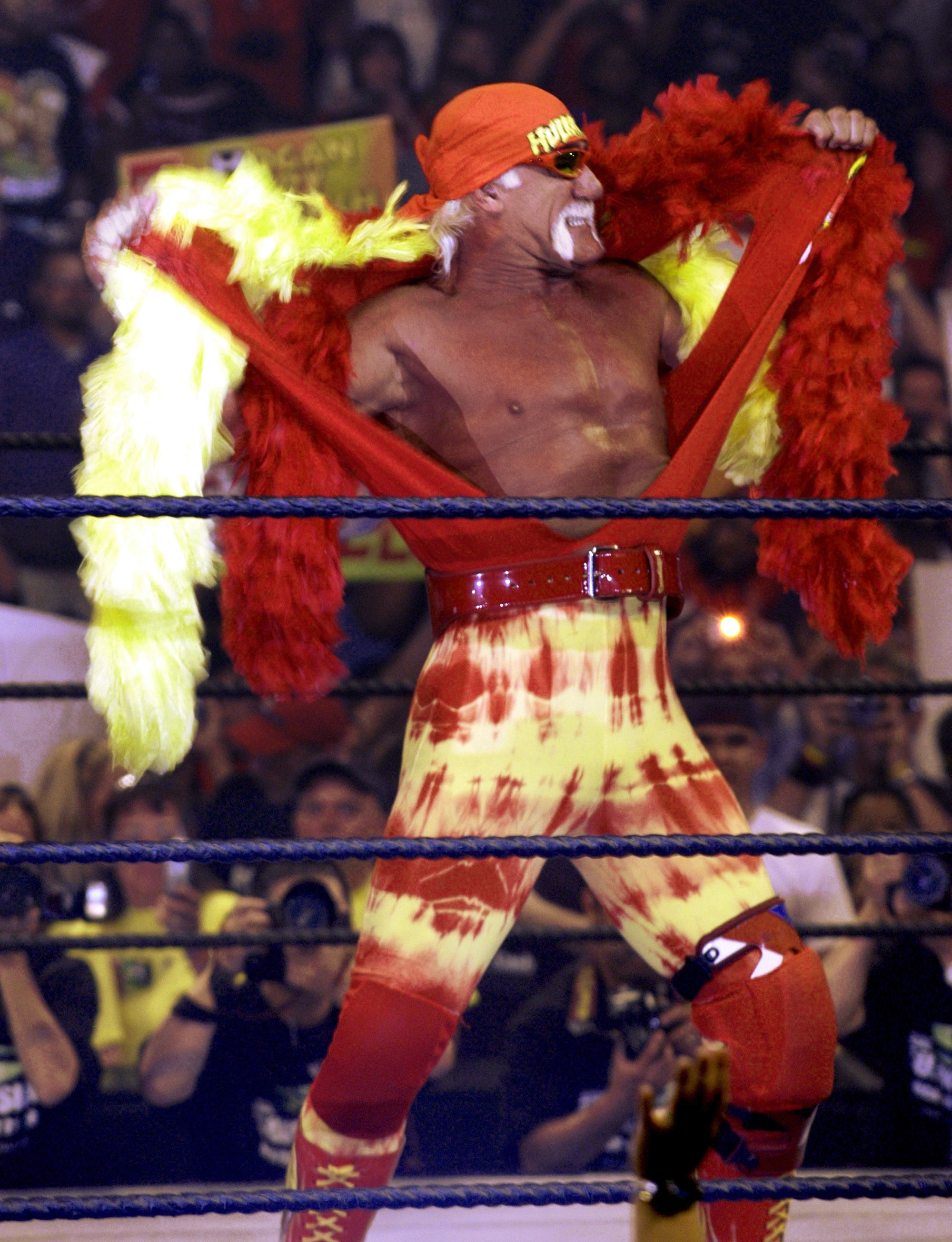
Membro do Hall da Fama Terry Bollea, mais conhecido como Hulk Hogan, posando para a platéia em Washington, D.C..

A WWE é uma promoção de luta livre profissional localizada em Stamford, Connecticut. Ex-empregados incluem lutadores, managers, comentaristas, locutores, repórteres, árbitros, treinadores, roteiristas, executivos e diretores.
Os empregados recebem contratos de desenvolvimentos a de décadas. Eles aparecem em programas de televisão da WWE, pay-per-views e eventos ao vivo. Outros, lutam nos territórios de desenvolvimento, hoje NXT, e já: Florida Championship Wrestling, Deep South Wrestling, Heartland Wrestling Association, International Wrestling Association, Memphis Championship Wrestling e Ohio Valley Wrestling.
Aqueles que realizaram aparições sem contratos e aqueles que foram demitidos mas estão empregados hoje não foram incluídos.

## Listas de ex-empregados da WWE
As listas estão organizadas pela primeira letra do sobrenome:
- Lista de ex-empregados da WWE (A–C)
- Lista de ex-empregados da WWE (D–H)
- Lista de ex-empregados da WWE (I–M)
- Lista de ex-empregados da WWE (N–R)
- Lista de ex-empregados da WWE (S–Z)